# Les Gens de Forty-Mile
Les Gens de Forty-Mile (titre original : The Men of Forty-Mile) est une nouvelle américaine de Jack London publiée aux États-Unis en 1900. Cette nouvelle fait partie du recueil de nouvelles Le Fils du Loup.

## Historique
La nouvelle est publiée initialement dans le mensuel Overland Monthly de mai 1899, avant d'être reprise dans le recueil The Son of the Wolf en 1900.

## Résumé
Lon Mac Fan et Bettles ont fait un débat pour savoir qui est le plus froid entre l’eau de fond et la glace, ce débat a créé une dispute entre les deux.[réf. nécessaire] Lon mac fan a traité la femme de Bettles de squaw pour le provoquer  mais Bettles ne se laissa pas faire et  le traite de menteur puis ils décident de régler ça avec un duel leur compagnon ne les empêche pas de se tuer ils leur se débrouiller ce qui étonne un peu les deux amis. Quand Malmut Kid eut connaissance de leur histoire, il décida d'agir avec une ruse. Il dit que celui qui gagne finira pendu ce qui laissa les Lon Mac Fan et Bettles réfléchir a ce duel et il renonça a ce duel. Un chien enragé qui s’appelait crocs-jaune il attaqua Bettles et Lon Mac Fan le sauva.

## Éditions

### Éditions en anglais
- The Men of Forty-Mile, dans le Overland Monthly, mai 1899.
- The Men of Forty-Mile, dans le recueil The Son of the Wolf, Boston, Houghton Mifflin Company, avril 1900.

### Traductions en français
- Ceux de Forty-Mile traduit par Paul Gruyer & Louis Postif in Le Jeu du ring, recueil, Crès, 1928.
- Les gens de Forty-Mile traduit par Georges Berton in Le Fils du loup , recueil, Gallimard, 1978.

## Sources
- http://www.jack-london.fr/bibliographie